# Josef Kotlář
Josef Kotlář (3. března 1859 – 3. února 1928 Pševes u Kopidlna) byl rakouský a český politik, na počátku 20. století poslanec Českého zemského sněmu a Říšské rady.

## Biografie
Dlouhodobě působil jako okresní starosta v Libáni. Bydlel v obci Pševes.
Počátkem 20. století se zapojil i do zemské a celostátní politiky. Ve volbách v roce 1901 byl zvolen do Českého zemského sněmu v kurii venkovských obcí (volební obvod Jičín). Politicky se uvádí coby člen agrární strany. Kromě toho byl zvolen ve volbách roku 1907 i do Říšské rady (celostátní zákonodárný sbor), za obvod Čechy 040. Ve vídeňském parlamentu usedl do poslanecké frakce Klub českých agrárníků.
Ještě v roce 1927 oslavil 30. výročí nástupu do starostenské funkce. Zemřel v roce následujícím.